# 西罗维基

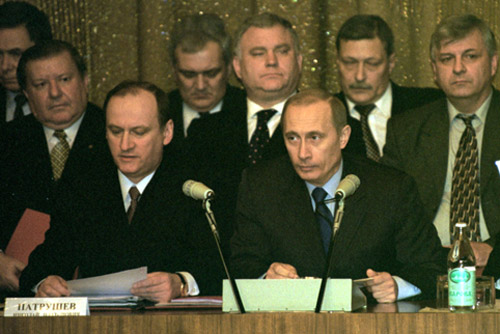
时任俄罗斯联邦安全局局长尼古拉·帕特鲁舍夫（左）与其前任弗拉基米尔·普京（右）于2002年出席联邦安全局会议。从联邦安全局和类似情报机构出身的政客们如今已基本上控制了俄国政局。

西罗维基（羅馬化：siloviki）或译希拉维克，也可意译为强力部門、强力集团，专指俄罗斯政府中由国安和情报机构为背景的政客所组成的政治利益集团。西罗维基们多出身自前苏联克格勃、格鲁乌、俄罗斯联邦安全局、对外情报局和联邦药物管制局等政府机构，并与这些机构保持密切关系。此集团以克格勃出身的俄罗斯总统普京为首，如今已渗透进了俄国联邦政府中的大量重要岗位，在实际上控制着俄国的政治和经济系统。

## 名称由来
“西罗维基”这个名字音译自俄语，另一种中文译名“希拉维克”则来自此词的单数形式，意为“强力之人”或“权力之人”。“西罗维基”一名的典故延伸自俄国政治术语中所谓的“强力部门”（俄语：силовые структуры），此词在叶利钦时代兴起，是对俄国军队、警察、国家安全和情报机构的统称，“西罗维基”因此也就意味着“出自强力部门之人”。
英语则直接将俄语单词拉丁化转写为“silovik”（单数）和“siloviki”（复数）。很多中文新闻网站在引用英文资料时并不知道该如何翻译这个词，所以有些时候也会直接使用英语的“siloviki”来称呼西罗维基。

## 政治集团
西罗维基并不是组织严密的政治团体，虽然围绕普京，但并没有明确的单一集团领袖，西罗维基彼此之间只是因为出身背景相似而保持着松散的合作关系。这些出身强力部门的政客多受过高等教育，并拥有情报机构典型的高效作风。西罗维基作为一个集团并没有明确的政治立场，不过给人们的印象多为实干派，信奉现实政治，以俄国国家利益为中心。

## 经济控制
普京在上台后不久便消灭掉了叶利钦时代的寡头集团，这些老一代寡头的资产一部分被收归国有，剩余部分则大多转入到了西罗维基手中。这些新一代的西罗维基“国家寡头”与其他亲普京的社会精英们彼此之间相互竞争，并在实际上控制了俄国经济。这些精英阶级多为亿万富翁，手中集中了极大财富，也是造成当代俄国经济不平等的主要原因之一。